# Chicken Wings

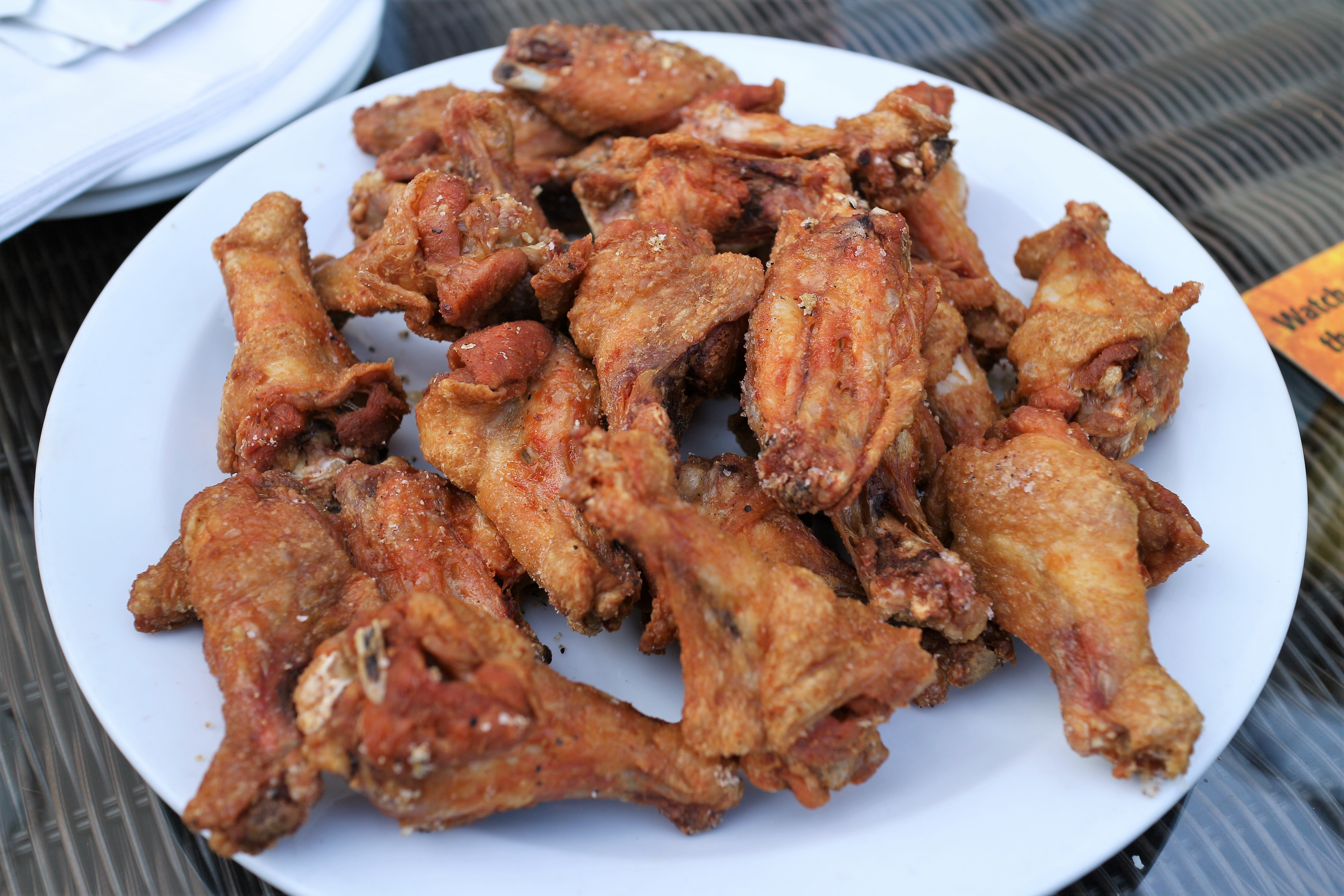
Chicken Wings

Chicken Wings, in den USA Buffalo Wings oder Buffalo Chicken Wings (deutsch: Hühnerflügel, schweizerisch: Pouletflügel, moselfränkisch (Trier): Flieten), sind ein Geflügelgericht der Küche der Vereinigten Staaten. Im deutschsprachigen Raum zählt es heute zumeist zum Fast Food und wird industriell vorgefertigt.
In der traditionellen Zubereitung werden die Flügel um die nicht benutzte Spitze gekürzt und am Gelenk halbiert, die beiden entstehenden Teile heißen „Drumstick“ oder „Drummette“ (Oberarm) und „Flat“ (Unterarm). In der klassischen Methode werden die Hühnerflügel frittiert und danach mit einer leicht scharfen ölbasierten Sauce bestrichen. Serviert werden sie klassisch mit einem Blauschimmelkäse-Dip und Staudensellerie.
Je nach Rezept werden die Hühnerflügel vor der Zubereitung paniert oder trockengetupft. Typischerweise werden sie in heißem Öl oder Schmalz frittiert und einzeln als Fingerfood verzehrt oder gemeinsam mit Beilagen wie Pommes frites und Krautsalat serviert. Verschiedene Geschmacksrichtungen sind gängig.

## Ursprünge und Verbreitung
Chicken Wings stammen aus Buffalo, New York. Hier gewannen sie in den 1970ern an Popularität, blieben in ihrer Verbreitung aber zunächst im Wesentlichen auf Upstate New York beschränkt.
Wer als Erfinder der Buffalo Wings gelten darf, ist umstritten. Der Afroamerikaner John Young servierte ab 1963 in Buffalo in seinem Restaurant John Young’s Wings ’n Things Hühnerflügel, die von der klassischen Küche der Afroamerikaner inspiriert waren. Young reicht diese mit „Mambo Sauce“. Im Gegensatz zu den berühmt gewordenen Wings waren hier die Flügel allerdings paniert, jedoch nicht zerteilt.
Im folgenden Jahr kreierte laut eigenen Angaben Teressa Bellissimo in der Anchor Bar die ersten Buffalo Wings. Bellissimo kochte die Hühnerflügel damals noch einige Zeit, bevor sie frittiert wurden. Heute werden die Hühnerflügel in fast allen Verbreitungsformen roh frittiert. Als Beilagen improvisierte Bellissimo einen Dip aus Blauschimmelkäse – dem normalen Salatdressing der Bar – und Staudensellerie aus dem vorhandenen Antipasti-Angebot der Anchor Bar. Ursprünglich noch als kostenlose Snackbeilage gereicht, wurden die Hühnerflügel schnell ein fester Bestandteil der Speisekarte. Als zweiter klassischer Ort, der Hühnerflügel in Buffalo bekannt machte, gilt das Duffs, wo das Gericht ebenfalls sehr früh in die Speisekarte aufgenommen wurde.
Der Rezepteautor Danilo Alfaro argumentiert, dass die Entwicklung einer neuen cuisine fast nie durch die Idee einer Einzelperson geprägt ist, sondern das Ergebnis von langsamen und stetigen Prozessen ist. Er sieht eine Verbindung zwischen der Barbecue-Küche der Karibik, ihrer Übernahme durch afroamerikanische Sklaven und dem späteren Aufkommen der Buffalo Wings.
Trillin schrieb in seinem New-Yorker-Artikel von 1980 noch von der „lokalen Spezialität“ aus einem Hühnerteil, den jemand in Houston oder San Francisco vermutlich wegschmeiße."

### Verbreitung im Staat New York und in Florida
Nach Buffalo fassten die Hühnerflügel in Florida Fuß. In den 1980ern hatten sich zahlreiche Bewohner Buffalos im Rentenalter dorthin zurückgezogen und die Vorliebe für Hühnerflügel mitgenommen. Die erste Gastronomiekette, die die Hühnerflügel als Grundbestandteil des Menüs aufnahm, war die 1975 in Südflorida von einem Auswanderer aus Buffalo gegründete Wings N’Curls. Insgesamt eröffnete die Kette bis Anfang der 1990er 18 Restaurants in Florida, Indiana und Kalifornien, in den 1990ern stellte sie jedoch den Betrieb ein. Im Buffalo der späten 1970er war die Vorstellung weit verbreitet, man könne reich werden, indem man Hühnerflügel in Teilen der USA einführte, wo diese noch unbekannt waren. In Florida nahm die dort 1983 gegründete Fast-Food-Kette Hooters das Gericht als wichtigstes Angebot in seine Speisekarte auf. Durch die landesweite Expansion der Fast-Food-Kette wurden die Hühnerflügel in den gesamten USA bekannt.

### US-weite Verbreitung und der Super Bowl
Eine breitere überregionale Bekanntheit erlangten Hühnerflügel erstmals 1980 durch einen Artikel von Calvin Trillin im Magazin The New Yorker. 1981 erschien im New York Times Magazine ein ganzseitiger Artikel mit Rezepten für Hühnerflügel, der erste auffindbare Presseartikel zum Gericht aus spezialisierten Medien über Essen. In den 1980ern folgten weitere Artikel in Lifestyle-Zeitschriften wie Ebony, Esquire und Family Circle, wobei Artikel aus den späten 1980ern bereits erwähnen, dass das Gericht in kürzester Zeit in den ganzen USA beliebt geworden sind. 1991 schrieb die New York Times, dass die Wings „in hunderten Restaurants im westlichen Bundesstaat New York und in der ganzen Nation“ verbreitet sind. Die weltweite Ausbreitung mit zehntausenden Verkaufsstellen erfolgte in den 1990ern. In den 1990ern nahmen die US-weit agierenden Ketten Pizza Hut und Domino’s die Wings in ihre Speisekarten auf. 1992 nahm Domino’s die Wings in den Restaurants im Raum Buffalo auf die Karte, zur American-Football-Saison 1994 führten sie die Buffalo Wings dann landesweit ein. Die Unternehmen warben in US-weit ausgestrahlten Fernsehspots insbesondere im Rahmen großer Sportereignisse für Hühnerflügel als idealen Snack zur Fernsehbegleitung. So gab Domino’s 1994 allein 32 Millionen US-Dollar für Werbespots aus, die bekannt machen, dass die Kette jetzt Buffalo Wings führte. Durch die in der Werbung propagierte enge Verbindung zwischen Sportgroßereignissen und den Hühnerflügel als Fingerfood wurden sie insbesondere zu diesen Anlässen populär. Pizza Hut folgte 1995 mit Buffalo Wings im Angebot. Bereits im Sommer 1995 gab Domino’s bekannt, dass ein Drittel aller Kunden Buffalo Wings bestellten. Das Produkt war so erfolgreich, dass Yum! Brands, die Mutter von Pizza Hut, 2003 eine eigene Wings-Kette gründete: WingStreet, die bis 2013 insgesamt 1.600 Outlets hatte, vor allem in Pizza-Hut-Restaurants.
Auch Sports Bars trugen seit den 1990ern zur Verbreitung des Gerichts bei – Restaurants mit großen Bildschirmen an den Wänden, auf denen Sportübertragungen gezeigt werden, und mit einem Essensangebot aus typischen Snacks und Fingerfood. Für viele der Bars sind Hühnerflügel eines der wichtigsten Bestandteile des Angebots. Nach Angaben der amerikanischen Lobbyorganisation der Hühnerproduzenten, dem National Chicken Council, sind die zwei stärksten Konkurrenten in diesem Setting Ribs und Pizza, wobei Ribs meistens deutlich teurer sind und Pizza die oft langen Sportübertragungen nicht gut übersteht und sich auch nur schlecht wieder erwärmen lässt. Als typisches Snack Food werden Hühnerflügel daher auch gemeinsam von einem Teller in größeren Gruppen und Familien gegessen, so dass sie sich insbesondere für gemeinsame Freizeitgestaltung wie das Anschauen von Sportübertragungen eignen.
Insbesondere sind sie eng mit dem Super Bowl verbunden. So steigt beispielsweise jedes Jahr der Preis für Hühnerflügel im Handel Ende Januar deutlich an. Seit 2010 veröffentlicht der National Chicken Council jährlich vor dem Super Bowl einen halb-ernst gemeinten, breit rezipierten „Wing Report“, in dem er über Marktlage, Nachfrage und Geschichte der Wings informiert. So steht im Wing Report jedes Jahr, wie viele Hühnerflügel am Super-Bowl-Wochenende verzehrt wurden. 2013 lag die Zahl bei 1,23 Milliarden.

### Bedeutung von Buffalo
Buffalo selbst liegt im ländlichen Upstate New York und ist einer der Städte des Rust Belts. Nicht nur durch einige Sportteams in den amerikanischen Major Leagues, sondern auch durch Buffalo Wings wurde der Name Buffalos in den USA bekannt, und die Stadt benutzt sie sogar für Stadtmarketing. So erklärte Buffalo bereits 1977 den 29. Juli zum „Chicken Wing Day“, der mittlerweile in den ganzen USA begangen wird. Die Anchor Bar ist mittlerweile eine der wichtigeren Touristenattraktionen der Stadt und wird von Touristen aus aller Welt besucht.

## Varianten und Marken

Buffalo Wings mit Dip-Sauce und Staudensellerie

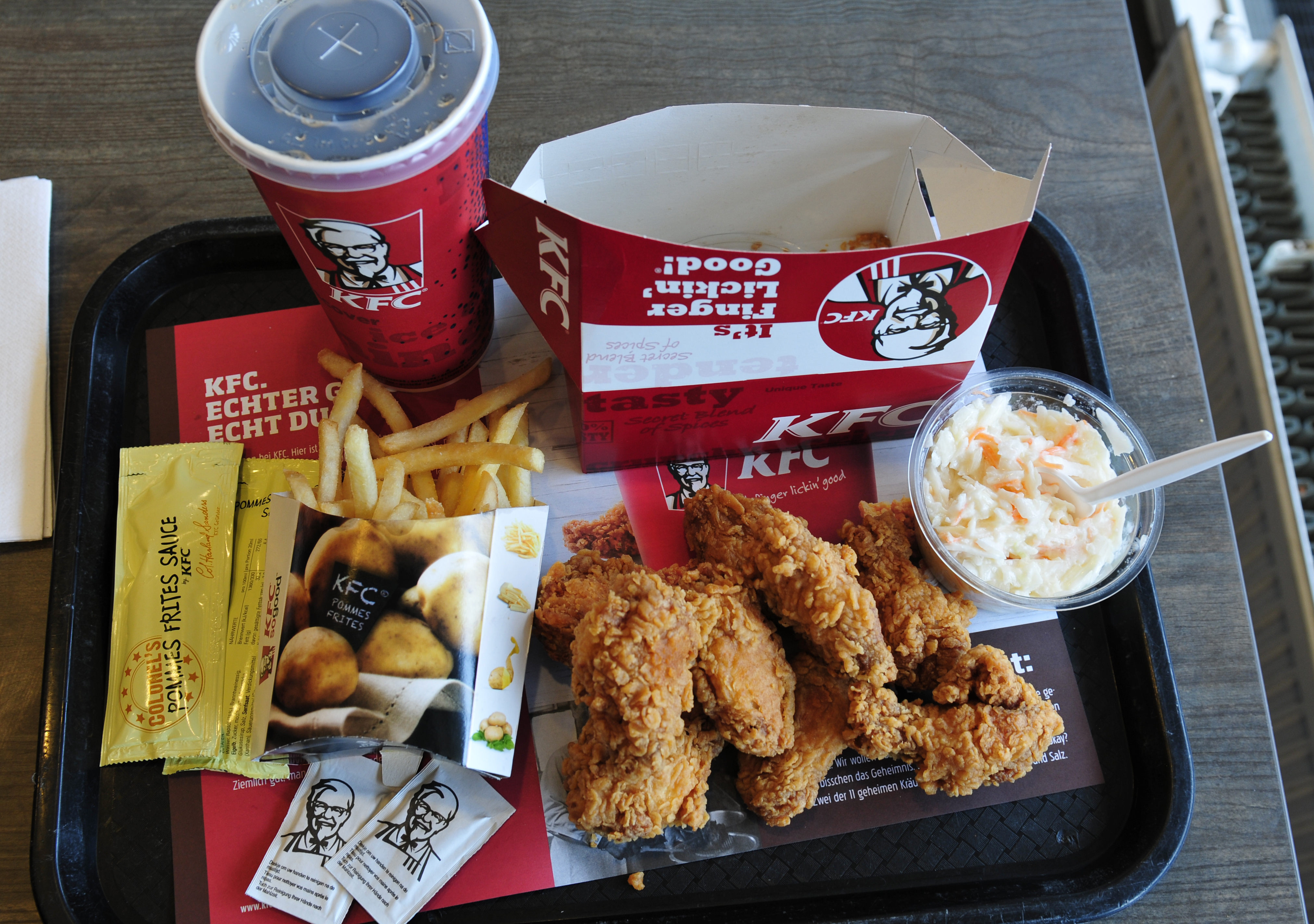
Hot Wings als Teil eines Gedecks

Verbreitung und Popularität der Hühnerflügel hängen eng mit der Systemgastronomie und Fast Food zusammen. Verbreitet und bekannt gemacht in den USA wurden sie durch Hooters, Pizza Hut und Domino’s. Die weitere Verbreitung erfolgte insbesondere durch expandierende Fast-Food-Ketten aus den USA. So ist die Kette Buffalo Wild Wings mittlerweile in der ganzen Welt vertreten. Im deutschsprachigen Raum ist vor allem Kentucky Fried Chicken von Bedeutung, die in dieser Region von den Wings-servierenden Ketten die größte Verbreitung hat. Da Hühnerflügel in Europa häufig von der Systemgastronomie und als Fertiggericht angeboten werden, existieren zahlreiche Varianten und Marken.

### Buffalo Wings
Eine scharfe Variante des Gerichts sind Hot Chicken Wings, auch Buffalo Wings genannt. Zum Marinieren verwendet man Tabasco oder andere Chilisaucen; vor dem Frittieren werden sie nicht paniert.

### Hot Wings
Hot Wings ist eine Marke des Unternehmens Kentucky Fried Chicken. Der englische Begriff hot steht dabei für die geschmackliche Schärfe der Marinade. Vor dem Frittieren werden sie mit einer grobkörnigen Panade umhüllt, die auch als „Knusperpanade“ bezeichnet wird. Diese Variante wird in den USA auch als „extra crispy“ bezeichnet.

## Buffalo-Sauce
Die klassische Buffalo-Sauce basiert auf Essig, angereicht mit Butter und Cayenne-Pfeffer, und wird in verschiedenen Schärfegraden angeboten. Während die Buffalo-Sauce anfangs zu den Hühnerflügeln gehörte und sich mit diesen verbreitete, werden mittlerweile zahlreiche Gerichte von „Chicken Fingers“ über Pizza bis hin zu Snackbrezeln und Kartoffelchips in der Geschmacksrichtung „Buffalo“ angeboten.

## Bedeutung für den Hühnermarkt
Bis in die Nachkriegsjahrzehnte hinein wurden Hühner vor allem ganz gekauft und gegessen. Mit zunehmender Industrialisierung der Nahrungsmittelindustrie gewann insbesondere die schnell und einfach ohne Müll zuzubereitende Hühnerbrust an Bedeutung. Hühner wurden vor allem produziert, um Hühnerbrüste zu verkaufen, so dass die Produzenten einen Überschuss von allen anderen Hühnerteilen wie Keulen und Flügel hatten und diese Teile dementsprechend preiswert zu kaufen waren. Noch 1982 beschrieb die New York Times Hühnerflügel als „billig und im Überfluß vorhanden.“ Mittlerweile sorgt die Popularität der Buffalo Wings dafür, dass der Hühnerflügel – einst vor allem für Brühe und andere Produkte der Resteverwertung genutzt, heute der am Markt teuerste Teil des Hähnchens ist. Die starke Nachfrage nach Hühnerflügeln sorgt tendenziell für ein Überangebot an anderen Teilen des Huhns. So werden beispielsweise die nicht benötigten Flügelspitzen nach Asien und insbesondere nach China exportiert.